# Walter Cüppers
Walter Cüppers (* 21. Januar 1925 in Embken; † 11. Februar 2016 in Neuss) war ein deutscher Maler des Informel.

## Leben
Am 21. Januar 1925 wurde Walter Cüppers als viertes von sieben Kindern in Embken im Raum Düren geboren. Seine Eltern waren Agnes Cüppers, geb. Claßen und Wilhelm Cüppers, Lehrer, Pflanzenkundler und Zeichner.
Nach seiner Schulzeit im Oktober 1943 wurde er mit 18 Jahren zur Infanterie in den Kriegsdienst eingezogen und im August 1944 bei den Invasionskämpfen in der Normandie verwundet.
Nach dem Krieg konnte sich Walter Cüppers gemeinsam mit seinem ebenfalls kriegsversehrten Bruder Carl Cüppers im Raum bei Bad Godesberg um den Lebensunterhalt der Familie kümmern, in dem er im Tausch gegen Lebensmittel malte und zeichnete.
In den Jahren 1947 bis 1949 besuchte Walter Cüppers die Malschule von Jo Strahn in Düsseldorf-Niederkassel und entwickelte seine abstrakte Malweise.
Seine Bilder entstanden erst in der Technik des Eitempera, später mit Acrylbinder und Pigmenten, die er unmittelbar vor dem Malen mit dem Pinsel mischte. Diese dicken Farben trug er auf festen Untergründen auf, so dass feinere oder stärkere Strukturen sichtbar blieben. Die Palette seiner Bilder reduzierte er auf wenige Farbtöne, seine Art zu Malen war intuitiv, ein Bild entwickelte sich im Prozess durch neue Farbaufträge auf vorher Gemaltes.
Von 1949 bis 1950 besuchte er die Malklasse von Richard Schreiber und schrieb sich von 1950 bis 1955 für Malerei, Philosophie und Werktätige Erziehung an der Kunstakademie Düsseldorf ein. Seine Lehrer waren Paul Bindel und Otto Pankok. 1951 brachte ihn ein Staatsstipendium für ein halbes Jahr nach Paris. Auf der Suche nach den Originalen der Klassischen Moderne, des Fauvismus, des Kubismus und nach den neuen Kunstrichtungen, dem Tachismus, und dem Art Informel und dem Abstrakten Expressionismus besuchte er die Pariser Museen und Galerien.
1956 schloss er seine Ausbildung im Studienseminar Köln als Lehrer für Kunst und Kunstdidaktik ab und lehrte anschließend an dem Naturwissenschaftlichen Gymnasium für Jungen in Rheinhausen.
1957 heiratete er Elisabeth Wegener. Mit ihren drei Töchtern lebten sie zuerst in Rheinhausen und ab 1964 in Neuss.
1963 bis 1986 war er als Dozent und Professor für Werk- und Kunsterziehung an der Pädagogischen Hochschule Neuss und an der Universität Düsseldorf tätig.
Neben seinen Bildern entstanden Gouachen, Aquarelle, Zeichnungen und ab 1973 auch plastische Werke aus Ton. In seiner Tonarbeit entwickelte er aus flachen Tonfladen bewegte Strukturen.
Walter Cüppers malte und zeichnete in seinem Haus in Neuss, während seiner winterlichen Aufenthalte auf Mallorca und auf zahlreichen Reisen. Seit 1955 hatte er viele Einzelausstellungen und Ausstellungsbeteiligungen als Maler und Plastiker. Seine letzte Ausstellung hatte Cüppers 2014/2015 in der „Alten Post“ in Neuss anlässlich seines 90. Geburtstags. Am 11. Februar 2016 starb er mit 91 Jahren in Neuss.

## Filmporträt
- Porträt Walter Cüppers: Filmporträt des Künstlers und Professors für Kunstdidaktik Walter Cüppers. Ein Film für das Kulturamt der Stadt Neuss. Film von Agniezka Jankowska; Kamera: Ole Kelger, Schnitt: Heike Kirsten; nach einer Idee von Harald Müller; Kulturamt der Stadt Neuss.

## Ausstellungen (Auswahl)
- 1961–1966: Gemeinschaftsausstellungen mit der Duisburger Sezession und der Künstlergruppe Ruhr 62 in Hamburg, München, Den Haag, Paris und Berlin
- 1962: Galerie Aumann, Düsseldorf
- 1965: Galerie Intergroup, Duisburg
- 1996: Kunstverein Köln Rechtsrheinisch (KKR), Köln
- 1997: Komm-Kulturzentrum, Düren
- 1973: Forum, Bergisch-Gladbach
- 1979: Forum Bildender Künstler, Essen
- 2000: Kunstforum St. Clemens, Köln[4]
- 2002: Oberlandesgericht, Köln
- 2005: Schloss Burgau, Düren
- 2007: Kunst im Rathaus, Neuss
- 2009: Museum Blankenheim (Eifel)
- 2012: Maternushaus, Köln[5]
- 2014/15: Kulturforum Alte Post, Neuss
- Mai 2023–Juni 2024: wechselnde Einzelausstellungen in der Galerie 1714 de carot projects, Maastricht, Niederlande